# Apostolos Dzidzikostas
Apostolos Dzidzikostas, grec. Απόστολος Τζιτζικώστας (ur. 2 września 1978 w Salonikach) – grecki polityk i samorządowiec, parlamentarzysta, gubernator regionu Macedonia Środkowa (2013–2024), w latach 2020–2022 przewodniczący Europejskiego Komitetu Regionów, europejski komisarz ds. zrównoważonego transportu i turystyki (od 2024).

## Życiorys
Studiował stosunki międzynarodowe i dyplomatyczne na Uniwersytecie Georgetown. Pracował w biurze przewodniczącego komisji spraw zagranicznych Izby Reprezentantów Stanów Zjednoczonych. Uzyskał magisterium z nauk politycznych i ekonomii na University College London. Po powrocie do Grecji do 2007 pracował w przedsiębiorstwie zajmującym się kształtowaniem standardów wytwarzania produktów mlecznych. W latach 2005–2007 kierował mieszczącym się w Salonikach oddziałem liberalnego think tanku.
Działacz Nowej Demokracji i członek jej władz centralnych. W latach 2007–2009 sprawował mandat posła do Parlamentu Hellenów. W 2010 w strukturze swojej partii objął funkcję dyrektora departamentu do spraw diaspory. W tym samym roku został zastępcą gubernatora regionu Macedonia Środkowa. W 2013 objął stanowisko gubernatora tego regionu, uzyskiwał następnie reelekcję na kolejne kadencje, sprawując ten urząd do 2024.
W 2019 powołany na przewodniczącego zrzeszenia greckich regionów. W 2015 zasiadł w Europejskim Komitecie Regionów. W lutym 2020 wybrany na przewodniczącego tej instytucji na okres dwuipółletniej kadencji; zastąpił na tej funkcji Karla-Heinza Lambertza. W czerwcu 2022 zakończył urzędowanie, zastąpił go wówczas Vasco Cordeiro.
W 2024 dołączył do nowej Komisji Europejskiej kierowanej przez Ursulę von der Leyen (z kadencją od 1 grudnia tegoż roku) jako komisarz ds. zrównoważonego transportu i turystyki.